# Samostan Reževići
Samostan Reževići (srbsko Манастир Режевићи, Manastir Reževići) je srednjeveški samostan Srbske pravoslavne cerkve v vasi Katun Reževići med Budvo in Petrovac na Moru v Črni gori. Samostan ima dva cerkvi. Po lokalnem izročilu je cerkev Vnebovzetja matere Božje v 1220. letih zgradil prvi srbski kralj Štefan Nemanjić, cerkev naddiakona Štefana  pa srbski kralj Štefan Uroš IV. Dušan  leta 1351.

## Legende
Po eni od lokalnih legend je v Srbskem kraljestvu pred gostiščem na cesti med Budvo in Petrovcem stal steber, na njem pa poln sod vina za žejne popotnike. Legenda pravi, da se je v gostišču odžejal tudi  Rajmond IV. Touluški  na prvem križarskem pohodu.
Po drugi legendi je iz soda pil tudi prvi srbski kralj Štefan Prvokronani med  obiskom pri svojem sorodniku, beneškem dožu Enricu Dandolu. Kralj je leta 1223 ali 1226 ukazal v bližini gostišča zgraditi cerkev Vnebovzetja matere Božje.
Leta 1351 je bila po naročilu kralja Štefana Dušana ob prvi cerkvi zgrajena cerkev sv. Štefana. Gradnjo je naročil na svojem potovanju iz Dubrovnika v Skadar.  Steber z vedno polnim vinskim sodom, ki je kazal na gostoljubnost okoliških prebivalcev, je stal do sredine 19. stoletja.

## Zgodovina
V samostanu so se tradicionalno zbirali člani črnogorskega plemena Paštrovići, kadar so sprejemali pomembne odločitve ali izbirali svojega poglavarja. Zadnji poglavar, izvoljen na zboru Paštrovićev, je bil Štefan Štiljanović.
Obe cerkvi in gostišče so bili po opustošenju in ropanju ulcinjskih piratov sredi 15. stoletja nekaj časa zapuščeni. Leta 1785 je samostan, njegovo knjižnico in zakladnico izropal Mahmud Paša Bušatli. Freske z začetka 17. stoletja in nekaj ostankov fresk iz 18. stoletja se je ohranilo. Za slednje se domneva, da so bile delo mojstra Strahinje iz Budimlja, ki je poslikal veliko cerkva. Leta 1833 je na ikoni Vnebovzetje matere Božje v samostanski cerkvi delal slikar Aleksije Lazović.